# 호플리토드로모스

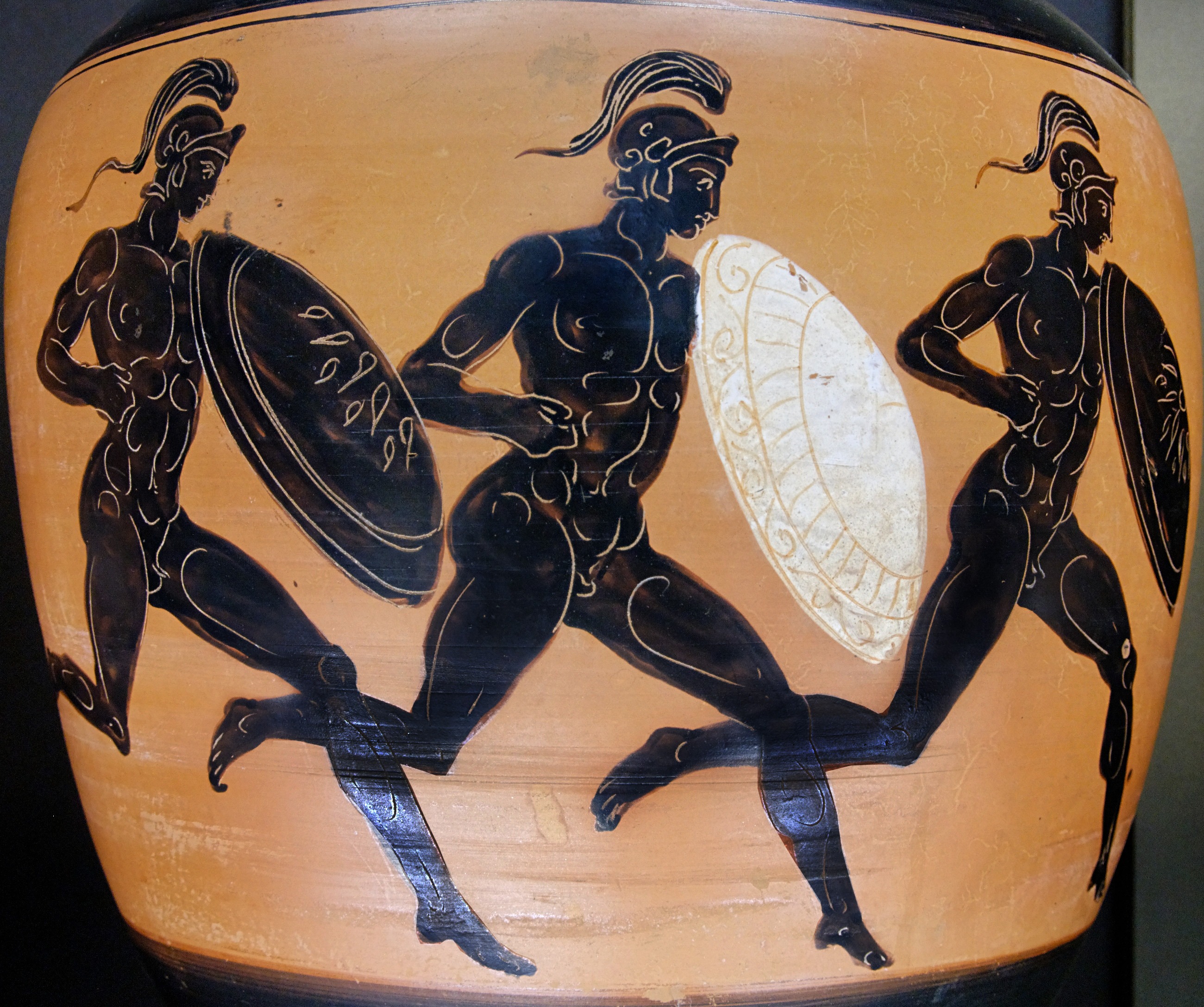
기원전 323-322년의 아티카의 흑회식 판나텐 암포라에서의 호플리토드로모스.

호플리토드로모스 또는 호플리토드로미아 (그리스어: Ὁπλιτόδρομος, Ὁπλιτοδρομία 병사들의 달리기[*])는 올림픽과 다른 범그리스 경기에서 행해진 고대의 육상 경기이다. 올림픽에 마지막으로 추가된 도보 경주이고, 첫 등장은 기원전 520년의 제65회 올림픽 대회였으며, 전통적으로 마지막에 열리는 도보 경주였다.
일반적으로 나체로 달리는 다른 경주들과는 달리 호플리토드로모스는 경주자들에게 달릴 때 이 경주의 명칭이 유래한 호플리테스 보병의 정강이받이와 투구를 착용할 것이 요구되었다. 경주자들은 또한 호플리테스의 청동을 두른 목제 방패 아스피스를 들어, 최소 총합 22kg의 짐을 지녔다. 호플리토드로모스가 단거리 도보 경주 중 하나여서, 중무장 갑옷과 방패는 지구력 시험이라기 보다는 단순한 근력 시험이였다. 기원전 450년 이후, 정강이받이의 사용은 없어졌지만, 방패와 투구의 중요성은 중요하게 남았다.

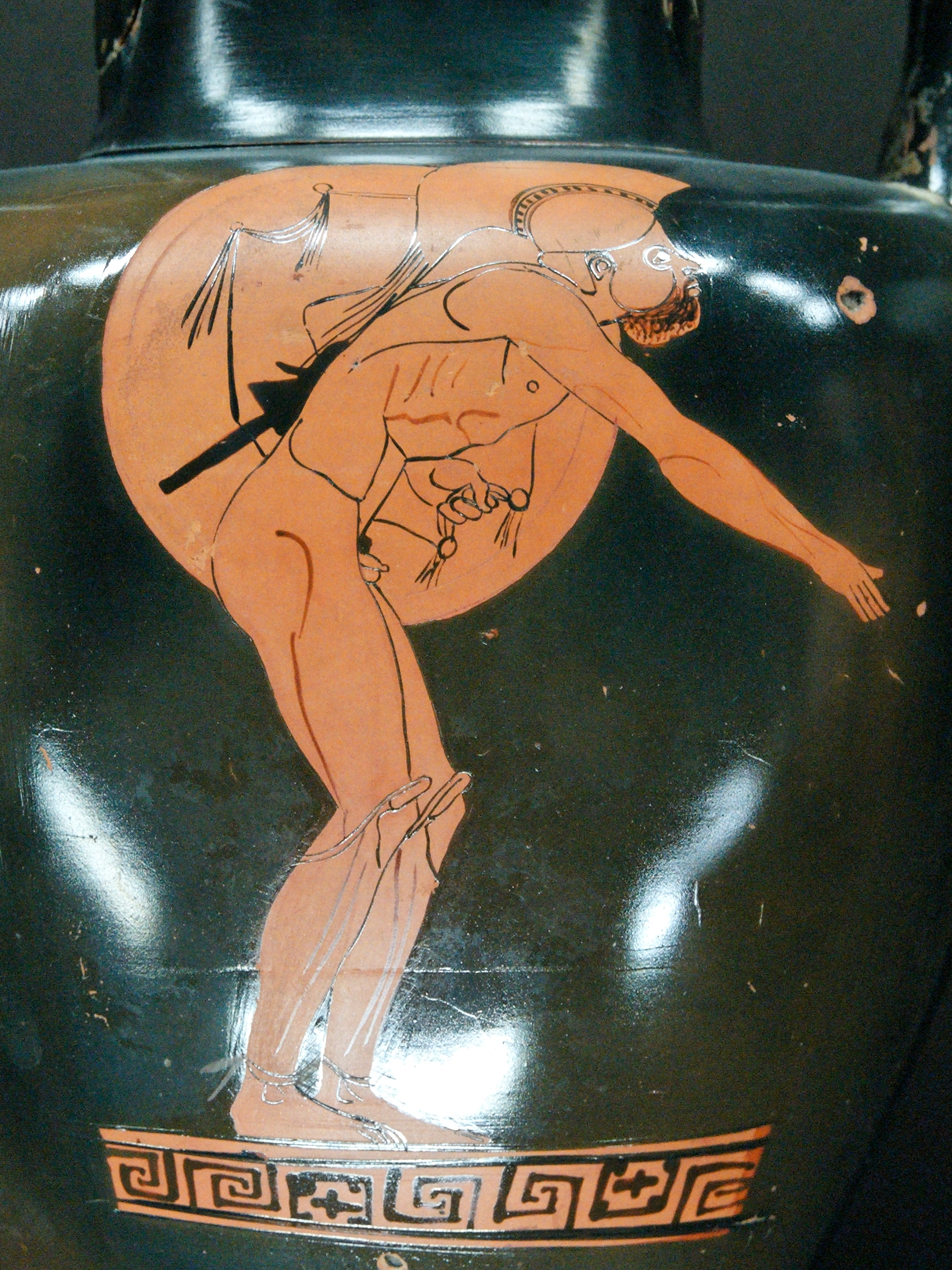
기원전 480–70년 경에 베를린 화가가 제작한 아티카식 흑회식 암포라에서의 호플리토드로미아 루브르 박물관 (CA 214).

올림피아와 아테네의 호플리토드로모스 트랙은, 디아울로스의 트랙처럼 경기장의 한 바퀴 (또는 2 스타데스; 약 350-400m)였다. 트랙이 경기장 끝의 급커브를 돌기로 된 이후로는, 트랙의 끝마다 주자의 손에 있는 방패로 인해 어려웠던 급선회를 돌파하는 경주자들을 돕는 캄프테르 (καμπτήρ)라고 불리는 터닝 포스트가 있었다  네메아에서는 호플리토드로모스의 거리가 4 스타데스 (약 700-800m)로 두 배였고, 보이오티아의 플라타이아에서는 총 15 스타데스의 경주였다.
군사 장비가 있는 호플리토드로모스는 운동만큼이나 군사 훈련이였다. 기원전 520년에 호플리토드로모스가 도입된 직전 바로 벌어진 숙련된 페르시아 궁병 부대들과 교전시에 빠른 ‘돌진’ 기동 훈련이 그리스 중무장 보병들에게 필요했음을 시사했을 것이다. 게다가 호플리토드로모스의 원래 거리인 400m는 페르시아 궁병의 사격 할 때 최대 범위와 일치하며, 이러한 유형의 훈련이 군사적 목적을 위한 것임을 분명히 제시한다.

## 같이 보기
- 튀빙겐 호플리토드로모스 경주자